# ألفونس إيغلي
ألفونس إيغلي (و. 1924 – 2016 م) هو سياسي، ومحامي سويسري، ولد في لوسرن، توفي في لوسرن، عن عمر يناهز 92 عاماً.

## مناصب
تولى منصب عضو المجلس الفيدرالي السويسري (8 ديسمبر 1982–31 ديسمبر 1986)
- عضو مجلس الولايات السويسري (1 ديسمبر 1975–8 ديسمبر 1982)[5]

.

## التعليم
تعلم في جامعة زيورخ، وتعلم في الجامعة الغريغورية الحبرية، وتعلم في جامعة برن
.

## روابط خارجية
- ألفونس إيغلي على موقع مونزينجر (الألمانية)